# Pacyfik Bydłowski
Pacyfik (Wincenty) Bydłowski OFM (ur. 21 sierpnia 1810 w Suchoręczku, zm. 19 maja 1888 w Miejskiej Górce) – polski kapłan, franciszkanin, prowincjał, definitor generalny zakonu.

## Życiorys
O. Pacyfik Bydłowski urodził się 21 sierpnia 1810 w Suchoręczku koło Kcyni. Do Zakonu Braci Mniejszych − franciszkanów − wstąpił w klasztorze w Żurominie (Pruska Prowincja Reformatów pw. Wniebowzięcia NMP). Tam też ukończył nowicjat i złożył 25 maja 1832 śluby zakonne. Następnie uczył się w szkołach średnich w Siennicy koło Mińska Mazowieckiego i w Zarębach Kościelnych koło Ostrowi Mazowieckiej. Przygotowujące do kapłaństwa studia filozoficzno-teologiczne odbył w latach 1832–1836 we Włocławku i Płocku. Został wyświęcony na kapłana 1 września 1833.
W latach 1837–1838 uczył w szkole w Żurominie, potem w Pułtusku. Przez pewien czas, mieszkając w Siennicy i Białej Podlaskiej, był sekretarzem prowincjała. Kolejnymi miejscami pracy duszpasterskiej były placówki reformackie w Żurominie (1842–1843, gwardian), Wejherowie (1843-1853, gwardian i prefekt kalwarii) i Miejskiej Górce (od 1855, gwardian).
Gdy dekretem In regimine universi Ordinis z 12 maja 1855 generał zakonu Wenanty z Celano powołał do istnienia Prowincję Niepokalanego Poczęcia NMP w Prusach i w Wielkim Księstwie Poznańskim, o. Bydłowski został ustanowiony jej pierwszym prowincjałem. Urząd ten pełnił do 1858. W 1856 wziął udział w kapitule generalnej zakonu w Rzymie.
W latach 1858–1859 był gwardianem w Wejherowie, potem zaś ojcem duchownym kleryków i prefektem studiów w Miejskiej Górce. W 1870 został przełożonym klasztoru w Zamartem koło Chojnic. W następnym roku został powołany na urząd definitora generalnego. W Rzymie przebywał do 1873. Po powrocie do prowincji przewodniczył m.in. odprawionej 28 września 1873 kapitule prowincjalnej w konwencie w Łąkach Bratiańskich. Do śmierci w 1888 mieszkał w klasztorze w Miejskiej Górce, jako archiwista prowincji troszcząc się o dokumentację historyczną i biblioteki konwenckie. Pochowany w podziemiach kościoła pw. Podwyższenia Krzyża Świętego na Goruszkach w Miejskiej Górce.